# Evangelista Schiano

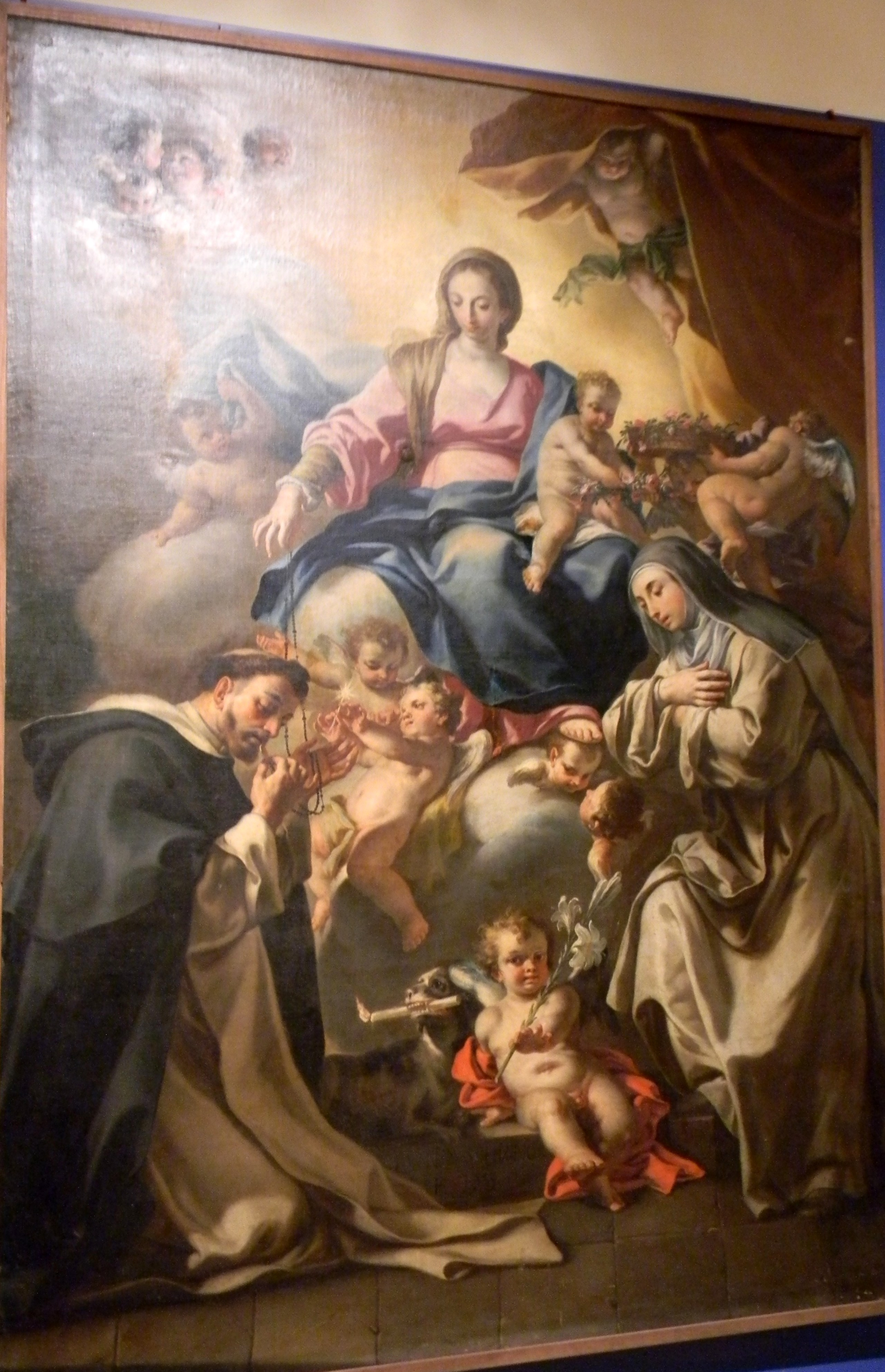
Madonna del Rosario tra san Domenico e santa Rosa al Museo diocesano di Napoli

Evangelista Schiano (prima metà del XVIII secolo – seconda metà del XVIII secolo) è stato un pittore italiano attivo nella seconda metà del XVIII secolo.

## Biografia
Poco si conosce sulla vita di Evangelista Schiano: fu un allievo di Francesco Solimena e la sua produzione è attestata in un periodo che va dal 1755 al 1777, rivolta ad una committenza di basso livello culturale. La sua pittura era semplice e comunicativa, caratterizzata dall'uso di colori chiari: le sue opere presentano sempre la firma e la data ed è stato quindi possibile attribuire con certezza i dipinti all'autore, tuttavia, in passato, alcune opere sono state attribuite a Francesco De Mura e altri pittori vicino alla bottega del Solimena.
La sua prima opera di cui si ha notizia è una Madonna del Rosario tra san Domenico e santa Rosa, datata 1755, originariamente nella chiesa di Santa Maria di Costantinopoli e successivamente spostata al Museo diocesano di Napoli, mentre il suo capolavoro è considerato la Crocifissione, del 1776 o 1777, custodita all'interno della chiesa di San Francesco d'Assisi a Forio. Le pitture di Evangelista Schiano sono in definitiva conservate in chiese e conventi di Napoli e dintorni, in collezioni private e nel Museo nazionale di Capodimonte.

## Opere
- Madonna del Rosario tra san Domenico e santa Rosa, Museo diocesano, Napoli[3]
- Apoteosi di san Benedetto, cappella del Capitolo dei Camaldoli, Napoli
- Madonna che dà la cintola a santa Monica, chiesa di Sant'Agostino alla Zecca, Napoli
- San Nicola e sant'Apollonia, chiesa di Sant'Agostino alla Zecca, Napoli
- San Luca che ritrae la Vergine, chiesa di Sant'Agostino alla Zecca, Napoli
- Elemosina di Sant'Agostino, chiesa di Sant'Agostino alla Zecca, Napoli
- Sacra Famiglia, collezione Della Ragione, Napoli
- Crocifissione, chiesa di San Francesco d'Assisi, Forio
- Cena in casa di Simone il fariseo, convento delle adoratrici perpetue, Castellammare di Stabia
- Madonna e santi domenicani
- San Niccolò e san Basilio
- San Lazzaro[4]